# Eduardo Musa
Eduardo Costa Vaz Musa é um engenheiro naval brasileiro e ex-gerente da área internacional da Petrobras que ganhou notoriedade ao ser preso e condenado na Operação Lava Jato por 11 anos e 8 meses pelos crimes de corrupção passiva e lavagem de dinheiro. De acordo com a denúncia apresentada pelo Ministério Público Federal, Jorge Zelada e Eduardo Musa receberam propina de 31 milhões de dólares de Hamylton Padilha e Nobu Su, para favorecer a contratação, em janeiro 2009, da empresa Vantage Drilling Corporation para afretamento do navio-sonda Titanium Explorer pela Petrobras ao custo de US$ 1,816 bilhão.
Em setembro de 2015, Eduardo Musa fechou acordo de delação premiada com a força-tarefa da Operação Lava Jato. O ex-gerente da Petrobras deu detalhes sobre o pagamento de propina na área internacional da estatal.
O ex-gerente afirmou ao MPF que a empresa OSX, braço do grupo EBX, de Eike Batista, que atua no setor naval, participou do esquema de pagamentos de propinas na Petrobras para disputar licitações na diretoria Internacional da estatal petrolífera. O delator, contudo, disse não ter conhecimento se Eike sabia do esquema. Ainda nos depoimentos à força-tarefa, Musa disse que “quem dava a palavra final” em relação às indicações para a Diretoria Internacional da Petrobras era o então deputado federal Eduardo Cunha (PMDB).
Em 2 de fevereiro de 2017, foi novamente condenado na Lava Jato a uma pena de 8 anos e 10 meses, corrupção passiva e organização criminosa. A defesa de Vaz recebeu a sentença com naturalidade. "Os fatos são abrangidos no acordo de colaboração que ambos celebraram e que auxiliaram na investigação, inclusive, reconhecido em sentença", lembrou o advogado.